# Suore della divina volontà
Le Suore della divina volontà (in latino Congregatio Sororum a Divina Voluntate) sono un istituto religioso femminile di diritto pontificio: i membri di questa congregazione pospongono al loro nome la sigla S.D.V.

## Storia
La congregazione venne fondata da Gaetana Sterni (1827-1889): giovane vedova, entrò come postulante tra le suore canossiane di Bassano del Grappa, ma dovette lasciare il convento pochi mesi dopo per prendersi cura dei fratelli più giovani rimasti orfani. Nel 1853 la Sterni iniziò a prestare servizio presso la casa di ricovero di Bassano, destinata ai mendicanti e ai senzatetto. Nel 1860, su consiglio del suo confessore Bartolo Simonetti, fece privatamente la sua consacrazione a Dio e nel 1865 si unirono a lei due donne che iniziarono a condurre vita comune presso il ricovero: il 20 agosto 1865 le religiose emisero la loro professione dei voti, dando formalmente inizio alla congregazione (detta inizialmente delle Figlie della divina volontà).
L'istituto venne canonicamente eretto in congregazione di diritto diocesano dal vescovo di Vicenza Giovanni Antonio Farina il 19 maggio 1875; il 10 luglio 1934 ricevette il pontificio decreto di lode e le sue costituzioni vennero approvate definitivamente dalla Santa Sede il 12 gennaio 1942. Apparteneva alla congregazione anche Elisa Mezzana (1860-1942), suora col nome di Giuseppina, che fu attiva con don Eugenio Fassicomo nel supporto ai giovani derelitti di Genova. La fondatrice è stata beatificata da papa Giovanni Paolo II nel 2001.

## Attività e diffusione
Lo scopo delle Suore della divina volontà è la promozione dell'uomo in situazione di bisogno: le religiose sono disposte a svolgere qualsiasi lavoro, in base alle necessità delle comunità in mezzo al quale svolgono il loro apostolato. Sono presenti in Europa (Albania, Germania, Italia), in America (Brasile, Colombia, Ecuador), in Africa (Camerun, Benin): la sede generalizia è a Bassano del Grappa. Al 31 dicembre 2005 l'istituto contava 311 religiose in 54 case.